# Сільськогосподарське забруднення

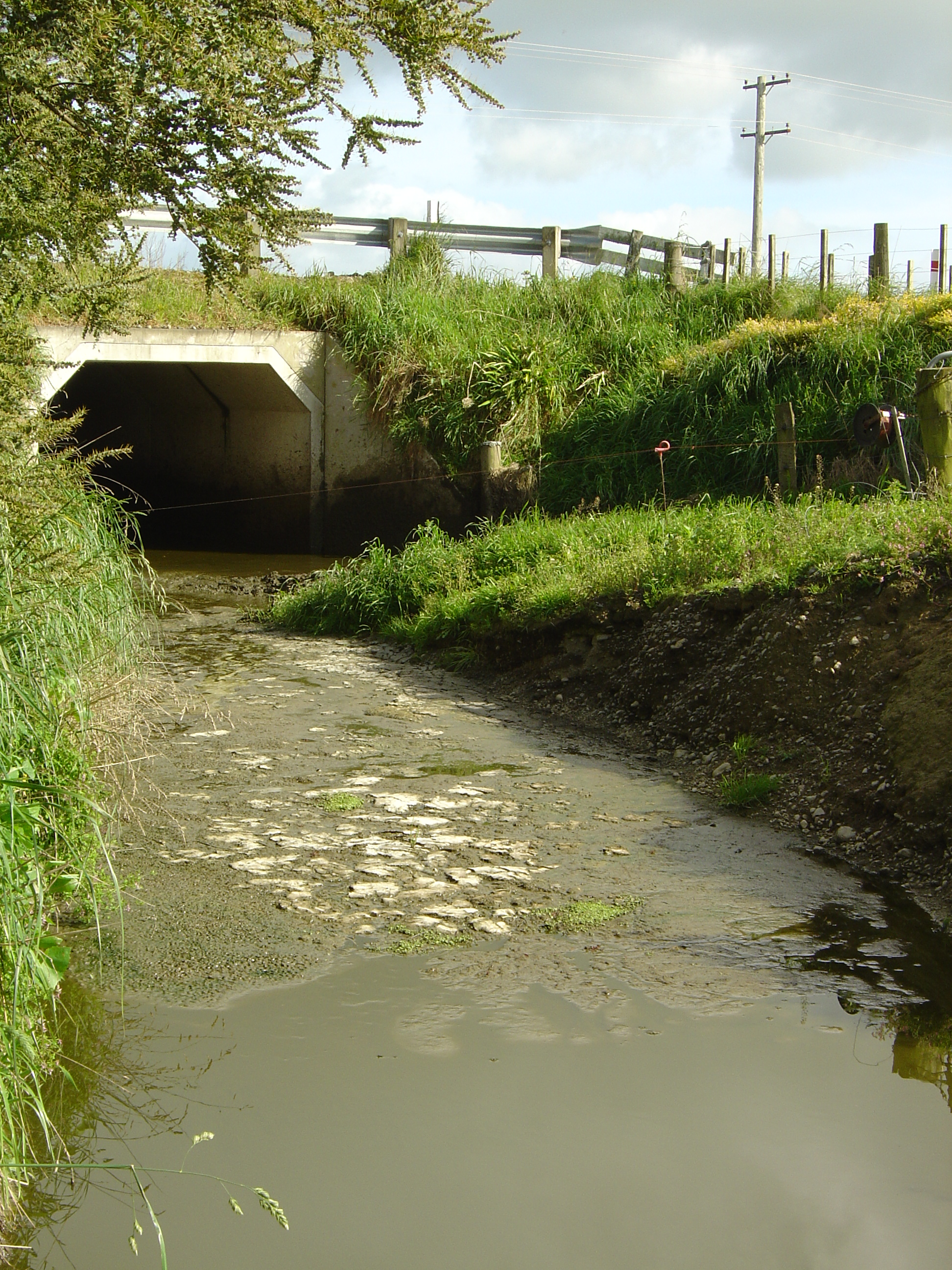
Забруднення води через молочне тваринництво в районі Вайрарапа, що в Новій Зеландії (фото 2003 р.)

До сільськогосподарського забруднення відносять біотичні та абіотичні побічні продукти від ведення сільського господарства, які призводять до забруднення або деградації навколишнього середовища та навколишніх екосистем та/або завдають шкоди людям та їхнім економічним вигодам. Забруднення може спричинятися різними джерелами, починаючи від точкового забруднення води (від однієї точки скидання) до більш дифузних причин ландшафтного рівня, також відомих як неточкове джерело забруднення та забруднення повітря. Потрапляючи в навколишнє середовище, ці забруднювачі можуть мати як прямий вплив на навколишні екосистеми, тобто вбивати місцеву дику природу або забруднювати питну воду, так і непрямі, наприклад утворювати мертві зони, які спричинені сільськогосподарськими стоками, що зосереджуються у великих водоймах.
Практикуючі методи управління або неосвіченість відіграють вирішальну роль у кількості та впливі цих забруднювачів. Методи управління варіюються від утримання тварин до поширення пестицидів і добрив у світовій сільськогосподарській практиці. Погані методи управління включають погане керування операціями з годівлі тварин, надмірний випас, оранку, внесення добрив, а також неправильне, надмірне або невчасне використання пестицидів.
Забруднювачі від сільського господарства істотно впливають на якість води і можуть бути знайдені в озерах, річках, водно-болотних угіддях, гирлах річок і підземних водах. До забруднювачів від сільського господарства належать різні відкладення, нутрієнти, патогени, пестициди, метали та солі. Тваринництво має величезний вплив на забруднювачі, які потрапляють у навколишнє середовище. Бактерії та патогенні мікроорганізми, що містяться в гною, можуть проникнути в струмки та підземні води, якщо випасання, зберігання рідкого гною та внесення гною на поля не забезпечуються належним чином. Забруднення повітря, викликане сільським господарством через зміни у землекористуванні та методах землеробства, має істотний вплив на зміну клімату, і вирішення цієї проблеми було центральною частиною Спеціальної доповіді МГЕЗК щодо зміни клімату та земель.

## Абіотичні джерела

### Пестициди

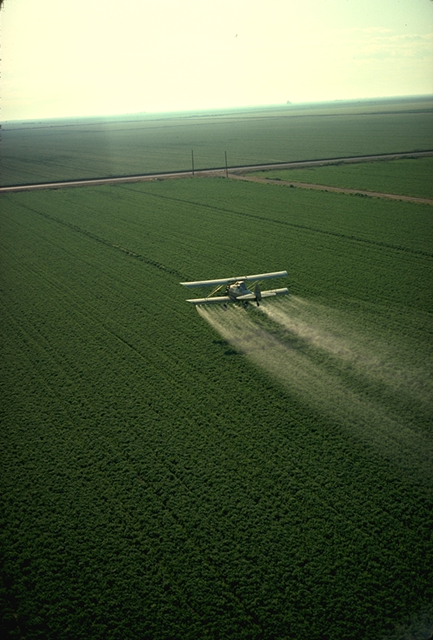
Внесення пестицидів з повітря.

Пестициди та гербіциди застосовуються на сільськогосподарських угіддях для боротьби зі шкідниками, які порушують врожайність рослинництва. Забруднення ґрунту може статися, коли пестициди залягають та накопичуються в ґрунтах, що може змінити мікробіологічні процеси, збільшити поглинання рослинами хімічної речовини та є токсичними для організмів, які проживають у ґрунті. Протяжність залягання пестицидів та гербіцидів залежить від унікального хімічного складу сполуки, що впливає на динаміку сорбції та рух в ґрунтовому середовищі. Пестициди також можуть накопичуватися у тварин, які поїдають заражених шкідників та організмів, що проживають у ґрунті. Крім того, пестициди можуть бути більш шкідливими для корисних комах, таких як запилювачі, і для природних ворогів шкідників (тобто комах, які полюють на шкідників або паразитують на них), ніж для самих цільових шкідників.

#### Вилуговування пестицидами
Вилуговування пестицидів відбувається, коли пестициди змішуються з водою і рухаються через ґрунт, забруднюючи ґрунтові води. Обсяг вилуговування корелюється з конкретними характеристиками ґрунту та пестицидів, а також рівнем опадів та величиною зрошення. Вилуговування найімовірніше відбувається при використанні водорозчинних пестицидів, коли ґрунт має тенденцію бути піщаним; якщо відразу після застосування пестицидів відбувається надмірний полив; якщо адсорбційна здатність пестициду до ґрунту низька. Вилуговування може відбуватися не тільки на оброблених полях, а й в зонах змішування пестицидів, мийках для обладнання, яким вносять пестициди або на їх місцях утилізації.

### Добрива
Добрива використовуються для забезпечення посівів додатковими джерелами поживних речовин, таких як азот, фосфор і калій, які сприяють росту рослин і підвищують урожай. Незважаючи на те, що вони корисні для росту рослин, вони також можуть порушити природні цикли поживних і мінеральних біогеохімічних речовин і спричинити ризик для здоров’я людей та навколишнього середовища.

#### Азот
Азотні добрива забезпечують рослини нітрогеновою речовиною, яка є біологічно доступною для засвоєння рослинами; а саме NO3 − (нітрат) і NH 4 + (амоній). Це підвищує врожайність і продуктивність сільського господарства, але також може негативно впливати на підземні та поверхневі води, забруднювати атмосферу та погіршувати стан ґрунту. Не всі поживні речовини, внесені через добрива, поглинаються культурами. Досить часто вони накопичуються в ґрунті або вимиваються у вигляді стоку. Нітратні добрива мають більшу ймовірність бути вимитими в профіль ґрунту через стік, адже мають високу розчинність і подібні заряди між молекулою та негативно зарядженими частинками глини. Високі норми внесення азотовмісних добрив у поєднанні з високою водорозчинністю нітратів призводять до збільшення стоку в поверхневі води, а також вимивання в підземні води, тим самим спричиняючи забруднення підземних вод. Рівень нітратів вище 10 мг/л (10 ppm) у підземних водах може викликати «синдром блакитного малюка» (набуту метгемоглобінемію) у немовлят і, можливо, захворювання щитоподібної залози та різні види раку. Фіксація азоту, яка перекриває атмосферний азот (N 2 ) більш біологічно доступними формами, і денітрифікація, яка перетворює біологічно доступні сполуки азоту в N 2 і N 2 O, є двома найважливішими метаболічними процесами, які беруть участь у колообігу азоту, оскільки вони є найбільшими введеннями та виведеннями азоту в екосистемі. Вони дозволяють азоту рухатись між атмосферою (в якій знаходиться близько 78% азоту) і біосферою. Іншими важливими процесами в колообігу азоту є нітрифікація та амоніфікація, які перетворюють амоній в нітрат або нітрит і органічну речовину в аміак відповідно. Оскільки ці процеси підтримують концентрацію азоту відносно стабільною в більшості екосистемах, великий приплив азоту із сільськогосподарського стоку може спричинити серйозні порушення даного процесу. Загальним результатом цього у водних екосистемах є евтрофікація, яка, у свою чергу, створює умови гіпоксії та безкисневої дії – обидві з яких є смертельними та/або шкідливими для багатьох видів. Підживлення азотом також може вивільняти гази NH 3 в атмосферу, які потім можуть бути перетворені в сполуки NO x. Велика кількість сполук NO x в атмосфері може призвести до закислення водних екосистем і викликати різні проблеми з диханням у людей. Удобрення також може виділяти N 2 O, який є парниковим газом і може сприяти руйнуванню озону (O 3 ) у стратосфері.  Також можуть бути пошкоджені ґрунти, які отримують азотні добрива. Збільшення доступного для рослин азоту підвищить первинну продукцію культури, і в кінцевому підсумку мікробна активність ґрунту зросте в результаті більшого надходження азоту з добрив і вуглецевих сполук через розкладену біомасу. Через збільшення розкладання в ґрунті вміст органічної речовини в ньому буде виснажено, що призведе до погіршення загального стану ґрунту. 
Однією з альтернатив стандартним азотним добривам є добрива підвищеної ефективності (ДПЕ). Існує кілька типів ДПЕ, але вони зазвичай поділяються на дві категорії: добрива з повільним вивільненням або добрива з інгібіторами нітрифікації. Добрива з повільним вивільненням покриті полімером, який затримує і уповільнює виділення азоту в сільськогосподарські системи. Інгібітори нітрифікації – це добрива, покриті сірчаною сполукою, яка є досить гідрофобною, що допомагає уповільнити виділення азоту. ДПЕ забезпечують більш стабільне вивільнення азоту в ґрунт і можуть зменшити вимивання азоту та випаровування сполук NO x, однак наукова література показує як ефективність, так і неефективність у зменшенні забруднення азотом. 

#### Фосфор
Найпоширенішою формою фосфорного добрива, що використовується в сільськогосподарській практиці, є фосфат (PO 4 3- ) — його застосовують у синтетичних сполуках, які містять PO 4 3-, або в органічних формах, таких як гній і компост. Фосфор є необхідною поживною речовиною для всіх організмів через роль, яку він відіграє в клітинних і метаболічних функціях, таких як виробництво нуклеїнових кислот і метаболічна передача енергії. Однак більшість організмів, включаючи сільськогосподарські культури, потребують не надто багато фосфору, оскільки вони розвивалися в екосистемах з відносно невеликою його кількістю. Мікробні популяції в ґрунтах здатні перетворювати органічні форми фосфору в розчинні доступні для рослин форми, такі як фосфат. Будь-який фосфор, який не поглинається рослинами, адсорбується на частинках ґрунту, що допомагає йому залишатися на місці. Через це він зазвичай потрапляє в поверхневі води, коли частинки ґрунту, до яких він прикріплений, розмиваються в результаті опадів або зливового стоку. Кількість фосфору, яка надходить у поверхневі води, є відносно низькою в порівнянні з кількістю, яка вноситься як добриво, але навіть невелика кількість може порушити природні біогеохімічні цикли екосистеми фосфору. Хоча азот відіграє роль у шкідливому цвітінні водоростей та ціанобактерій, які викликають евтрофіку, надлишок фосфору вважається найбільшим сприяючим цьому фактором, тому що часто є поживною речовиною, яка найбільш обмежує, особливо в прісних водах. На додаток до зниження рівня кисню в поверхневих водах, цвітіння водоростей і ціанобактерій, також можуть вироблятися ціанотоксини, які є шкідливими для здоров’я людей і тварин, а також багатьох водних організмів.
Концентрація кадмію у фосфоровмісних добривах значно варіюється і може бути проблематичною. Наприклад, моноамонійне фосфатне добриво може мати вміст кадмію до 0,14 мг/кг або до 50,9 мг/кг. Це пояснюється тим, що фосфатна порода, яка використовується при їх виготовленні, може містити до 188 мг/кг кадмію (прикладами є родовища на Науру та островах Різдва). Постійне використання добрив з високим вмістом кадмію може забруднити ґрунт і рослини. Обмеження вмісту кадмію у фосфорних добривах розглядалися Європейською комісією. Виробники фосфоровмісних добрив нині вибирають фосфоритні породи за вмістом кадмію. Фосфорні породи містять також високі рівні фтору. Тому широке використання фосфорних добрив призвело до підвищення концентрації фтору й в ґрунті. Забруднення їжі від добрив з вмістом фтору не викликає занепокоєння, оскільки рослини накопичують мало фтору з ґрунту. Більше занепокоєння викликає можливість токсичного впливу фтору на худобу, яка може поглинати забруднені ґрунти. Також можливе занепокоєння викликає вплив фтору на ґрунтові мікроорганізми.
Радіоактивні елементи
Радіоактивний вміст добрив значно варіюється і залежить як від їх концентрації в материнських породах, так і від процесу виробництва добрив. Діапазон концентрацій урану-238 може коливатися від 7 до 100 пКі/г у фосфоритних породах і від 1 до 67 пКі/г у фосфорних добривах. Якщо використовуються високі річні норми використання фосфорних добрив, це може призвести до концентрації урану-238 у ґрунтах та дренажних водах, які в кілька разів перевищують звичайні. Однак вплив цих надходжень на здоров’я людини від забруднення харчових продуктів радіонуклідами дуже малий (менше 0,05 мЗв/рік). 

#### Органічні забруднення
Гній і біотверді речовини містять багато поживних речовин, які споживаються тваринами і людьми у вигляді їжі. Практика повернення таких відходів на сільськогосподарські угіддя дає можливість рециркулювати поживні речовини ґрунту. Проблема полягає в тому, що гній і біотверді речовини містять не тільки поживні речовини, такі як вуглець, азот і фосфор, але вони також можуть містити забруднювачі, включаючи фармацевтичні препарати та засоби особистої гігієни. Існує велика різноманітність і величезна їх кількість, які споживаються як людьми, так і тваринами, і кожен має унікальний хімічний склад у наземному та водному середовищі. На цей час не всі вони були оцінені щодо їхнього впливу на ґрунт, воду та якість повітря. Агенція з охорони довкілля США (EPA) досліджувало осад стічних вод з очисних споруд у США, щоб оцінити рівень різних присутніх речовин від фармацевтичних препаратів та засобів особистої гігієни.

### Метали
Основними джерелами надходженнями важких металів (наприклад, свинцю, кадмію, миш'яку, ртуті) в сільськогосподарські системи є добрива, органічні відходи, такі як гній, і відходи промислових побічних продуктів. Неорганічні добрива є найбільшим шляхом через який надходять важкі метали у ґрунти. Деякі агротехнічні методи, такі як зрошення, можуть призвести до накопичення селену (Se), який природньо трапляється в ґрунті. Такі методи можуть сприяти утворенню низових водних резервуарів, що містять концентрації селену, який є токсичним для дикої природи, худоби та людей. Цей процес відомий як «ефект Кестерсона», названий за однойменним водосховищем Кестерсона в долині Сан-Хоакін (Каліфорнія, США), яке було оголошено звалищем токсичних відходів у 1987 році. Важкі метали, які присутні в навколишньому середовищі, можуть поглинатися рослинами, що може становити небезпеку для здоров’я людей у разі споживання уражених рослин. Деякі метали необхідні для росту рослин, однак їх велика кількість може мати негативний вплив на здоров’я рослин.
Відходи металургійної промисловості, які часто переробляються на добрива через високий вміст цинку (необхідного для росту рослин), також можуть включати такі токсичні метали як свинець, миш’як, кадмій, хром і нікель . Найпоширенішими токсичними елементами цього типу добрив є ртуть, свинець та миш’як. Ці потенційно шкідливі домішки можна видалити під час виробництва добрив; однак це значно збільшує їх вартість. Високочисті добрива широко доступні і, мабуть, найбільш відомі як добре розчинні у воді добрива. Такі добрива, як ці, зазвичай використовуються в домашніх умовах, наприклад як Miracle-Gro . Ці добре розчинні у воді добрива використовуються в розсадництві рослин і доступні у великих упаковках за значно меншою ціною, ніж у роздрібній кількості. Є також деякі недорогі роздрібні гранульовані садові добрива, виготовлені з інгредієнтів високої чистоти. 

### Землеустрій

#### Ерозія і осідання ґрунтів

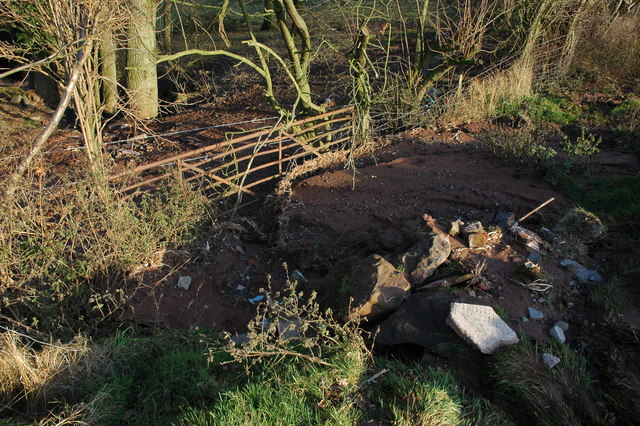
Ерозія ґрунту: ґрунт змито з ораного поля через ворота у водотік за його межами.

Сільське господарство значною мірою сприяє ерозії ґрунту та відкладенню наносів через інтенсивне господарювання або неефективний ґрунтово-рослинний покрив території. За оцінками, деградація сільськогосподарських угідь щороку призводить до незворотного зниження родючості приблизно на 6 млн. га родючих земель. Накопичення відкладів у стоковій воді по-різному впливає на якість води. Осідання може зменшити транспортну здатність канав, струмків, річок і судноплавних каналів. Також обмежується кількість світла, що проникає у воду, що впливає на водну біоту. Помутніння, що виникає в результаті осідання, може заважати харчовим звичкам риб, впливаючи на динаміку популяції. Осідання також впливає на транспортування та накопичення забруднюючих речовин, включаючи фосфор та різні пестициди.

#### Обробіток ґрунту та викиди закису азоту
Природні біогеохімічні процеси ґрунту призводять до викидів різних парникових газів, у тому числі закису азоту. Практика ведення сільського господарства може вплинути на рівень цих викидів. Наприклад, було показано, що рівень обробітку ґрунту впливає на викиди закису азоту.

## Біотичні джерела

### Парникові гази з фекальних відходів
Продовольча і сільськогосподарська організація ООН (ФАО) повідомила, що 18% антропогенних парникових газів прямо чи опосередковано надходять від худоби. У цьому повідомленні також зазначається, що викиди від тваринництва були більшими, ніж від транспортного сектору. Хоча в даний час тваринництво відіграє певну роль у збільшенні викидів парникових газів, стверджується, що оцінки є не досить вірними. Хоча ФАО використовувала оцінку життєвого циклу тваринництва (тобто всі аспекти, включаючи викиди від вирощування сільськогосподарських культур на корму, транспортування худоби на забій тощо), вона не застосовувала ту саму оцінку для транспортного сектора.
Альтернативні джерела  заявляють, що оцінки ФАО є занадто низькими, стверджуючи, що світова галузь тваринництва може бути відповідальною до 51% викидів парникових газів в атмосферу, а не 18%. Критики кажуть, що різниця в оцінках пов’язана з використанням ФАО застарілих даних. Незважаючи на це, якщо звіт ФАО про 18% точний, це все одно робить худобу другим за величиною утворювачем парникових газів на планеті.
Модель PNAS показала, що навіть якщо тварин повністю виключити з сільського господарства та раціону США, викиди парникових газів у США зменшаться лише на 2,6% (або на 28% викидів ПГ у сільському господарстві).

### Біопестициди
Біопестициди – це пестициди, які отримані з природних матеріалів (тварин, рослин, мікроорганізмів, деяких корисних копалин). Як альтернатива традиційним пестицидам, біопестициди можуть зменшити загальне забруднення сільського господарства, оскільки вони безпечні в обробці, зазвичай не впливають сильно на безхребетних або хребетних тварин і мають короткий час розкладання. Проте існують певні побоювання, що біопестициди можуть мати негативний вплив на популяції непромислових видів.
У Сполучених Штатах біопестициди регулюються Агенцією з охорони довкілля. Оскільки біопестициди менш шкідливі та мають менший вплив на навколишнє середовище, ніж інші пестициди, агентство не наполягає на наданні багатьох даних для реєстрації їх використання. Багато біопестицидів дозволені відповідно до Національної органічної програми, Міністерства сільського господарства США, стандартів для виробництва органічних культур.

### Інтродуковані види

#### Інвазивні види

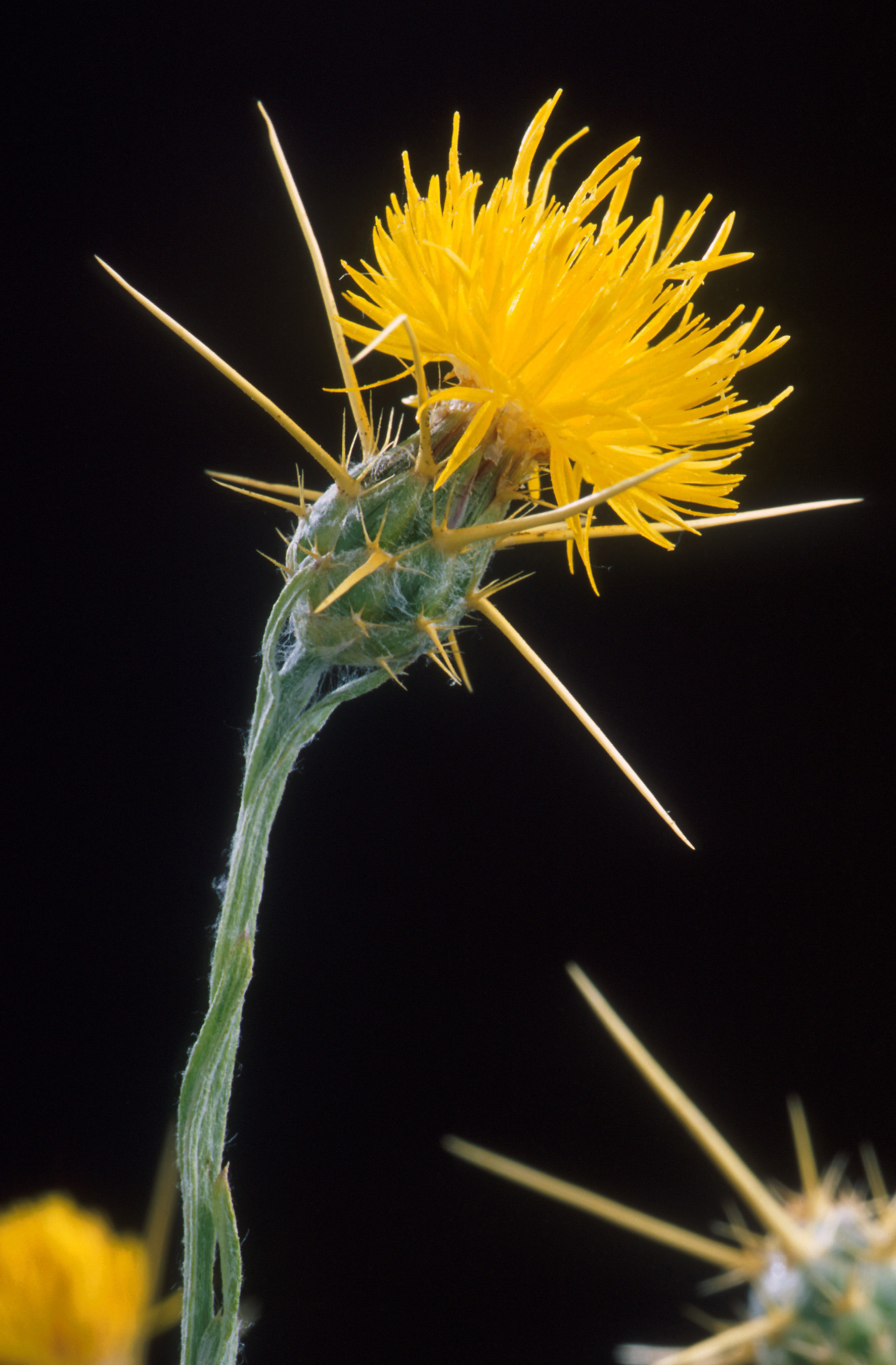
Волошка довгоденна, агресивний інвазивний бур’ян, ймовірно, був завезений в Північну Америку через неочищене кормове насіння. Швидкому поширенню сприяли такі сільськогосподарські методи, як обробіток і випас худоби. Він токсичний для коней, перешкоджає росту місцевих рослин (зменшує біорізноманіття та погіршує природні екосистеми) і є фізичною перешкодою для міграції корінних тварин.

Зростаюча глобалізація сільського господарства призвела до випадкового перенесення шкідників, бур’янів і хвороб на нові ареали. Якщо вони закріплюються на нових оселищах, то стають інвазивними видами, які можуть впливати на популяції місцевих видів  та загрожувати сільськогосподарському господарству. Наприклад, транспортування джмелів, які були вирощені в Європі та відправлені до Сполучених Штатів та/або Канади, для використання як комерційні запилювачі, призвело до занесення небезпечного паразита Старого Світу в Новий Світ. Ця інтродукція може грати головну роль у нещодавньому скороченні місцевих джмелів у Північній Америці. Сільськогосподарські види також можуть гібридизуватися з місцевими видами, що призводить до зниження генетичного біорізноманіття та загрожує сільськогосподарському виробництву.
Порушення середовища проживання, пов'язане з самими сільськогосподарськими практиками, також може сприяти створенню цих інтродукованих організмів. Забруднена техніка, худоба та корм, а також заражене насіння посівів або пасовищ також можуть призвести до поширення бур’янів.
Карантин є одним із способів запобіганню поширенню інвазивних видів. Карантин — це правовий інструмент, який обмежує переміщення зараженого матеріалу з територій, де присутні інвазивні види, до територій, де вони відсутні. Світова організація торгівлі має міжнародні правила щодо карантину шкідників і хвороб згідно з Угодою про застосування санітарних і фітосанітарних заходів. Окремі країни часто мають власні правила карантину. Наприклад, у Сполучених Штатах Міністерство сільського господарства США/ Служба інспекції здоров’я тварин і рослин (USDA/APHIS) керує внутрішніми (у межах Сполучених Штатів) та іноземними (імпорт з-за меж США) карантинами. Ці карантинні заходи запроваджуються інспекторами на державних кордонах та в портах в’їзду.

#### Біологічний контроль
Використання біологічних засобів для боротьби зі шкідниками або використання хижаків, паразитоїдів, паразитів і патогенів для боротьби зі сільськогосподарськими шкідниками може зменшити сільськогосподарське забруднення, при тому, заради ефективності, таки потрібно проводити це з іншими методами боротьби зі шкідниками, наприклад з використанням пестицидів. Проте переваги введення немісцевих природних засобів для біоконтролю широко обговорюється вченими. Введення біоконтрольного агента проти шкідників може призвести до його незворотнього поширення на місцевості. Потенційні екологічні проблеми можуть включати розповсюдження запущених видів з сільськогосподарських середовищ існування в природні середовища, а також зміну господарів ареалу або адаптацію. Крім того, є досить складним прогнозування результатів взаємодії таких видів у складних екосистемах і їх потенційний екологічний вплив. Одним із прикладів програми біоконтролю, який призвів до екологічної шкоди, стався в Північній Америці, де паразитоїд метеликів був запроваджений для боротьби з шовкопрядом непарним та золотогузом. Цей паразитоїд здатний керувати багатьма видами метеликів-господарів і, ймовірно, призвів до скорочення та знищення кількох місцевих видів шовкопрядів.
Міжнародне дослідження потенційних агентів біоконтролю здійснюється за допомогою таких установ, як Європейська лабораторія біологічного контролю, Міністерство сільського господарства США/ Служба сільськогосподарських досліджень (USDA/ARS), Інститут біологічного контролю Співдружності та Міжнародна організація біологічного контролю шкідливих рослин та тварин. Щоб запобігти забрудненню сільського господарства, необхідно провести карантин і глибокі дослідження потенційної ефективності організму та впливу на екологію перед його введенням. Якщо рішення схвалено, робляться спроби колонізувати та розсіяти агент біоконтролю у відповідних сільськогосподарських умовах. Проводяться постійні оцінки його ефективності.

### Генетично модифіковані організми (ГМО)

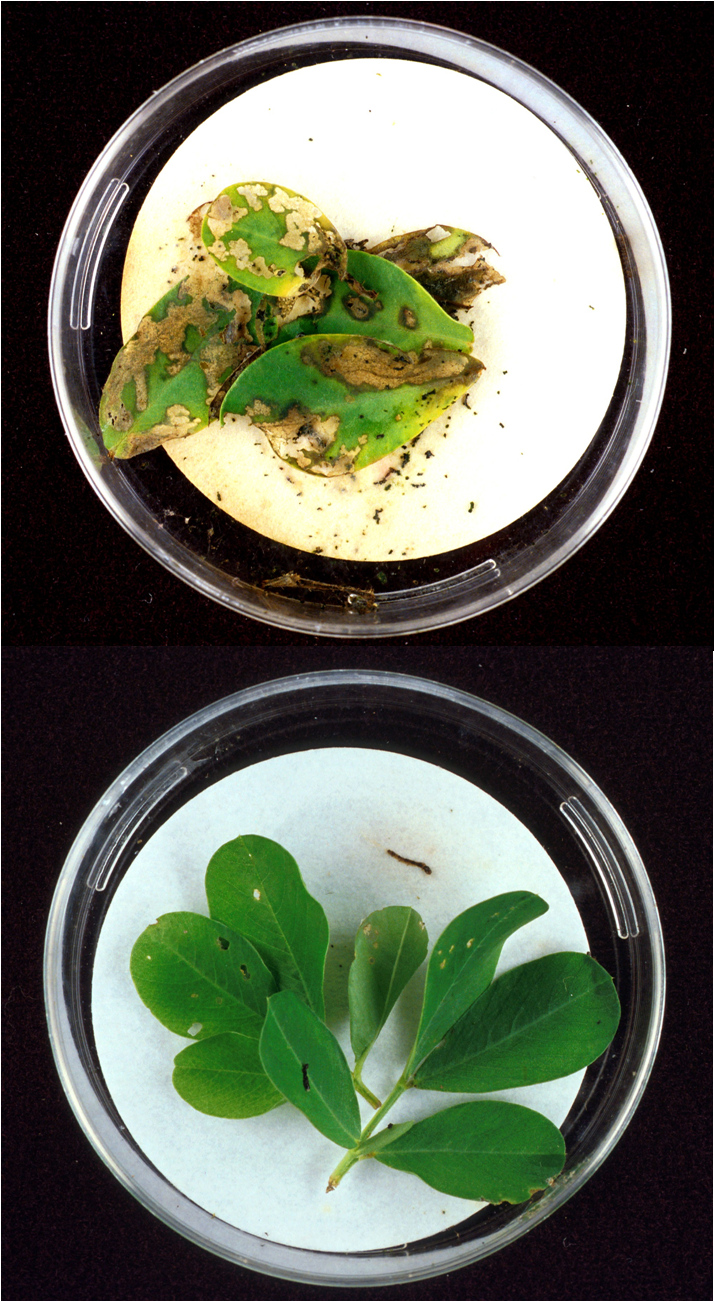
(Вгорі) Нетрансгенні листя арахісу демонструють значні пошкодження від личинок стеблового кукурудзяного метелика. (Унизу) Листя арахісу, які були створені генетично для того, щоб виробляти токсини Bt, захищені від пошкодження рослиноїдними тваринами.

#### Генетичне забруднення та екологічні наслідки
ГМО-культури можуть призвести до генетичного забруднення місцевих видів рослин шляхом гібридизації. Це може призвести до посилення забур’яненості рослини або зникнення місцевих видів. Крім того, сама трансгенна рослина може стати бур’яном, якщо модифікація покращує її придатність у певному середовищі.
Є також побоювання, що нецільові організми, такі як запилювачі та різні природні вороги, можуть бути отруєні при випадковому проковтуванні рослин, що виробляють Bt. Недавнє дослідження, яке перевіряло вплив пилку кукурудзи Bt, що обсипає сусідні рослини ваточника, яким харчуються личинки метелика монарха виявило, що загроза для популяцій монарха була низькою.
Використання ГМО-культур, які були розроблені для стійкості до гербіцидів, також може опосередковано збільшити кількість сільськогосподарського забруднення, пов’язаного із застосуванням гербіцидів. Наприклад, посилене використання гербіциду на стійких до гербіцидів кукурудзяних полях на середньому заході Сполучених Штатів зменшує кількість ваточника, доступного для личинок метелика монарха.
Регулювання щодо введення генетично модифікованих організмів різниться залежно від типу організму та відповідної країни. 

#### ГМО як інструмент зменшення забруднення
Хоча можуть виникати певні занепокоєння щодо використання ГМ-продуктів, це водночас може бути рішенням деяких існуючих проблем щодо забруднення від тваринництва. Одним з головних джерел забруднення є зокрема просочення вітамінів і мінералів у ґрунт через недостатню ефективність травлення у тварин. Підвищуючи ефективність травлення, можна мінімізувати як вартість виробництва тварин, так і шкоду для навколишнього середовища. Одним з успішних прикладів цієї технології та її потенційного застосування є Enviropig . 

Enviropig — це генетично модифікована йоркширська свиня, яка виділяє фітаз у слині. Зернові культури, такі як кукурудза і пшениця, містять фосфор, який знаходиться у природно неперетравлюваній формі, відомій як фітинова кислота. Фосфор, необхідний живильний елемент для свиней, додається в раціон згодом, оскільки він не може розщеплюватися в травному тракті свиней. В результаті майже весь фосфор, який природним чином міститься в зерні, виходить в фекаліях і може сприяти підвищенню його рівня в ґрунті. Фітаз – це фермент, який здатний розщеплювати неперетравну фітинову кислоту, роблячи її доступною для свині. Здатність Enviropig перетравлювати фосфор із зерна усуває надмірні відходи цього природного фосфору (його концентрація знижується на 20-60%), а також усуває потребу додавати поживні речовини в корм.

### Тваринне господарство

#### Використання гною
Одним із основних факторів забруднення повітря, ґрунту та води є відходи тваринного походження. Згідно зі звітом Міністерства сільського господарства США за 2005 рік, понад 335 мільйонів тонн відходів «сухої речовини» (відходи після видалення води) утворюється щорічно на фермах у Сполучених Штатах. Під час годівлі тварин утворюється приблизно в 100 разів більше гною, ніж кількості каналізаційних стічних вод, що переробляються на муніципальних заводах США щороку. Дифузне джерело забруднення від сільськогосподарських добрив важче відстежити, моніторити та контролювати. Висока концентрація нітратів концентрується в підземних водах і може досягати 50 мг/літр (ліміт директиви ЄС). У канавах і річкових руслах забруднення нутрієнтами від добрив викликає евтрофікацію. Ще гірша ситуація взимку, коли після осінньої оранки виділяється багато нітратів; зимові опади погіршують ситуацію, збільшуючи стік і вимивання, а також в цей період знижується поглинання речовин рослинами. Управління з охорони навколишнього середовища США припускає, що одна молочна ферма з 2500 корів виробляє стільки ж відходів, скільки місто з 411 000 жителів. Національна дослідницька рада США визначила запахи як найважливішу проблему викидів від тварин, яка існує на місцевому рівні. Різні рівні тваринництва затвердили кілька процедур поводження з відходами, щоб впоратися з великою кількістю відходів, що утворюються щорічно.
Перевагами обробки гною є зменшення кількості гною, який необхідно транспортувати та вносити під посіви, а також зменшується ущільнення ґрунту. Нутрієнти також зменшуються, а це означає, що для розкидання гною потрібно менше посівних земель. Обробка гною також може знизити ризики для здоров’я людей та ризики біозахисту, зменшуючи кількість патогенів, присутніх у гною. Нерозведений гній у сто разів більш концентрований, ніж побутові стічні води, і може переносити кишкового паразита Cryptosporidium , якого важко виявити, але який може передаватися людині. Силосний розчин (з ферментованої вологої трави) навіть міцніший за суспензію, з низьким рН і дуже високою біологічною потребою в кисні. При низькому рН силосний розчин може бути дуже корозійним; він може атакувати синтетичні матеріали, спричиняючи пошкодження обладнання для зберігання та призводячи до випадкового витоку. Усі ці переваги можна оптимізувати за допомогою правильної системи утилізації гною на фермі за допомогою наявних ресурсів. 

#### Обробка гною

##### Компостування
Компостування — це метод утилізації твердого гною, який використовує твердий гній з підстилкового шару в загоні або тверді речовини із сепаратора рідкого гною. Існує два способи компостування: активний та пасивний. Під час активного компостування гній періодично збивається, а при пасивному — ні. Встановлено, що пасивне компостування має менші викиди парникових газів через неповне розкладання та нижчі швидкості дифузії газу. 

##### Розділення твердих та рідких сумішей
Гній можна механічно розділити на тверду і рідку частину для легшого використання. Рідини (4-8% сухої речовини) можна легко використовувати в насосних системах для зручного розподілу по посівах, а тверду фракцію (15-30% сухої речовини) можна використовувати як підстилку для стійла, розсипати на посівах, компостувати або експортувати. 

##### Метанове бродіння та ставки

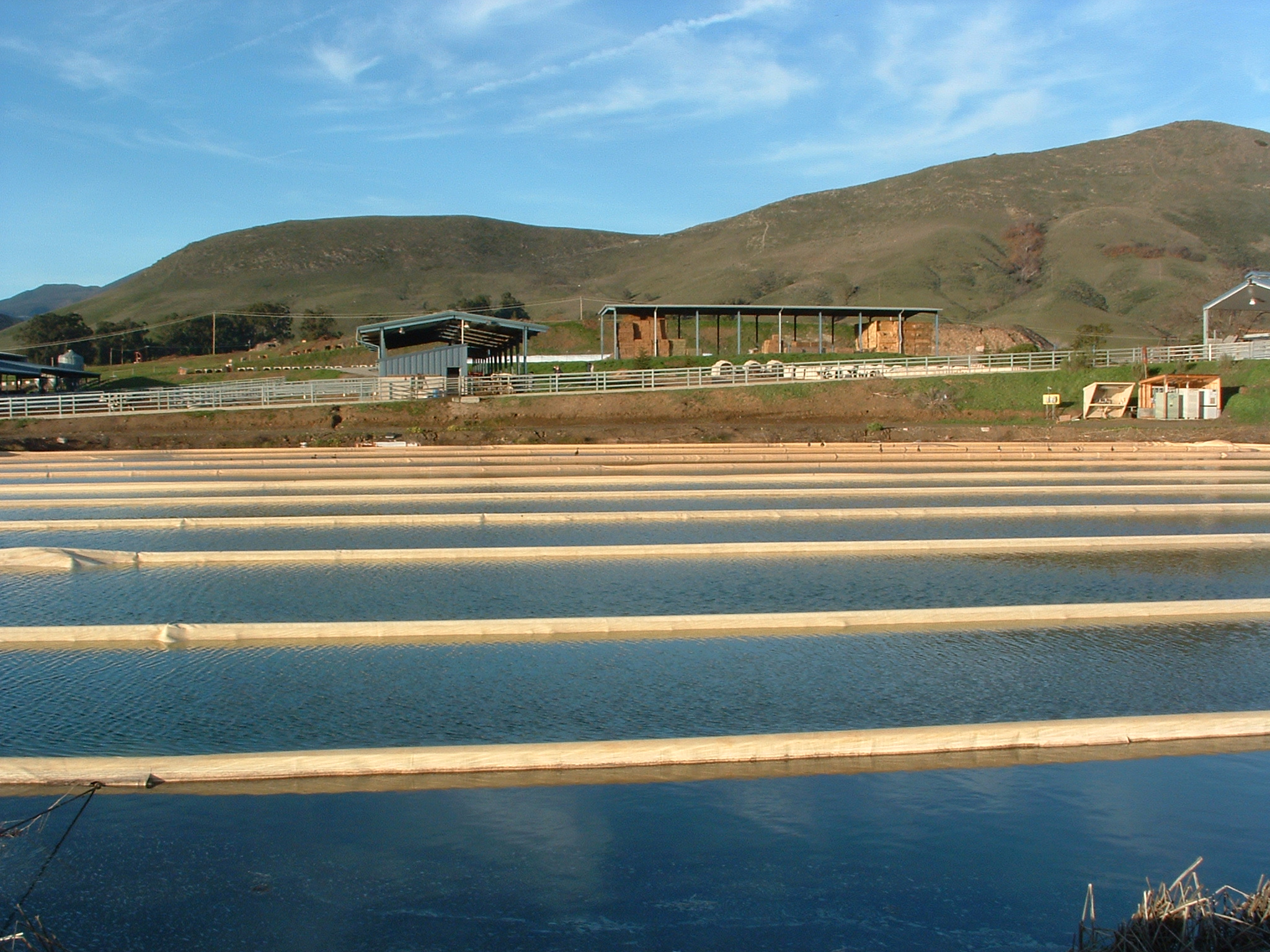
Анаеробний ставок на молокозаводі

Метанове бродіння (анаеробна обробка) – це біологічна обробка рідких відходів тваринного походження з використанням бактерій у зоні, де немає повітря, що сприяє розкладанню твердих органічних речовин. Гаряча вода використовується для підігріву відходів, щоб збільшити швидкість виробництва біогазу. Рідина, що залишилася, багата поживними речовинами і може бути використана на добриво та газ-метан, який можна спалювати безпосередньо на біогазовій плиті  або в двигун-генераторі для виробництва електроенергії та тепла.  Метан приблизно в 20 разів більш потужний ніж парниковий газ, який має значні негативні наслідки для навколишнього середовища, якщо його не контролювати належним чином. Анаеробна обробка відходів є найкращим методом боротьби з запахом, пов’язаним з використанням гною.
Ставки метанового бродіння також використовують анаеробний метод для розщеплення твердих речовин, але набагато повільніше. Ставки утримуються при температурі навколишнього середовища, на відміну від нагрітих резервуарів. Для належної роботи ставка вимагається велика площа землі та великий об’єм розведення, тому вони погано працюють у багатьох кліматичних умовах на півночі Сполучених Штатів. Ставки також мають переваги зменшення запаху відходів, а біогаз використовують для отримання тепла та електроенергії.
Дослідження показали, що викиди парникових газів зменшуються за допомогою аеробних систем. Скорочення викидів парникових газів можуть допомогти компенсувати великі витрати на встановлення чистіших аеробних технологій і сприяти прийняттю виробником екологічно кращих технологій для заміни нинішніх анаеробних ставків.